# جون هنري (عالم سموم)
جون هنري (بالإنجليزية: John Henry)‏ هو عالم سموم ‏ بريطاني، ولد في 11 مارس 1939 في غرينتش في المملكة المتحدة، وتوفي في 8 مايو 2007.